# Niccolò di Piero Lamberti
Niccolò di Piero Lamberti (ca.1370-1451), també conegut com a Niccolò di Pietro Lamberti i com a il Pela, va ser un escultor i arquitecte italià. Se sap ben poc de la seua vida; només que va casar-se a Florència l'any 1392. El seu fill, Piero di Niccolò Lamberti (1393-1435), també va ser escultor, i ambdós són notables perquè van exportar l'estil toscà a Venècia, on van treballar entre el final de la dècada del 1410 i en la dècada del 1420.